# Cinico Angelini
Angelo Cinico, cunoscut drept Cinico Angelini, (n. 12 noiembrie 1901, Crescentino, Piemont, Italia – d. 7 iulie 1983, Roma, Italia) a fost un dirijor italian.